# Arturo Chiappe
Alejandro Aníbal Arturo Chiappe (24 de marzo de 1889, Buenos Aires, Argentina - 7 de enero de 1952, Ensenada, Argentina) fue un futbolista argentino que se desempeñaba como defensa.
Socio fundador de Boca Juniors, jugó en Nacional, equipo del barrio de Floresta que por entonces militaba en la segunda división, donde consiguió en 1907 el ascenso a primera división ganándole la final a River Plate por 1-0.
Al año siguiente el club es desafiliado debido a inconvenientes en su cancha de Floresta, habiendo participado apenas 2 partidos en la máxima categoría. Muchos de los jugadores de Nacional emigraron a River Plate, incluyendo a Chiappe.
En su nueva etapa, ese mismo año logra nuevamente un ascenso a primera ganándole la final a Racing Club por 7-0 en cancha de GEBA.
Sería parte del plantel de River hasta ganar su único torneo amateur en 1920, retirándose inmediatamente después de consagrarse campeón y con más de 12 años en el club, con 244 partidos jugados y 23 goles en su haber.
Como curiosidad, es el único jugador de River en haber participado en las 3 conquistas que el club logró en su etapa amateur más el ascenso a primera acaecido en 1908.

## Clubes
| Club        | País      | Año         |
| ----------- | --------- | ----------- |
| Nacional    | Argentina | 1907        |
| River Plate | Argentina | 1908 - 1920 |

## Palmarés
| Título                  | Club                | País      | Año  |
| ----------------------- | ------------------- | --------- | ---- |
| Segunda División        | Nacional (Floresta) | Argentina | 1907 |
| Segunda División        | River Plate         | Argentina | 1908 |
| Copa de Competencia     | River Plate         | Argentina | 1914 |
| Cup Tie Competition     | River Plate         | Argentina | 1914 |
| Primera División (AAmf) | River Plate         | Argentina | 1920 |